# Гребешкова Ніна Павлівна
Ніна Павлівна Гребешкова (рос. Ни́на Па́вловна Гребешко́ва; 29 листопада 1930, Москва —  10 травня 2025, там само) — радянська та російська актриса кіно і дубляжу. Заслужена артистка Російської Федерації (2001).
Дружина кінорежисера, народного артиста СРСР Леоніда Гайдая.

## Життєпис
Народилася 29 листопада 1930 року в Москві. Закінчила Всесоюзний державний інститут кінематографії (1954, майстерня В. Ваніна, В. Бєлокурова).
Знімалась у кіно з 1949 р., зокрема у стрічках Одеської кіностудії.
Померла 10 травня 2025 року.

## Фільмографія
- 1950 — «Сміливі люди» — школярка на випускному балу, подруга Наді (в титрах не зазначена)
- 1951 — «Спортивна честь» — подруга Тоні
- 1953 — «Сеанс гіпнозу» — епізод
- 1953 — «Честь товариша» — Галя Богачова
- 1954 — «Випробування вірності» — Варя Лутоніна (пісню виконує Віра Красовицька)
- 1956 — «Неспокійна весна» — Рая
- 1957 — «Ботагоз» — Ліза
- 1958 — «Зоряний хлопчик» — дочка Дроворуба
- 1959 — «Нормандія-Німан»
- 1959 — «Дівчинка шукає батька»
- 1959 — «Муму» — Тетяна
- 1960 — «Тричі воскреслий» — Зоя Миколаївна, директор школи
- 1961 — «Життя спочатку» — Катя, наречена Віктора
- 1961 — «В дорозі» — попутниця з хлопчиком
- 1961 — «Музика Верді» — секретар Нікітіна
- 1962 — «Острів Ольховий» — Олена
- 1963 — «Сліпий птах» — провідниця
- 1964 — «Пригоди Толі Клюквіна» — мати Слави
- 1964 — «Викликаємо вогонь на себе» — епізод
- 1964 — «Казка про втрачений час» — Марія Іванівна, вчителька 3 «Б»
- 1965 — «Чорний бізнес» — працівниця камвольного комбінату, член Штабу «Комсомольського Прожектора»
- 1966 — «Кавказька полонянка, або Нові пригоди Шурика» — лікар «швидкої допомоги»
- 1968 — «Діамантова рука» — Надя, дружина Горбункова
- 1968 — «Пробудження»
- 1971 — «12 стільців» — Мусік, цариця Тамара
- 1975 — «Ширше крок, маестро!» — Анна Опанасівна, головлікар сільської лікарні
- 1975 — «Не може бути!» — Ганна,провідниця дружина Горбушкіна
- 1976 — «Дні хірурга Мішкіна»
- 1977 — «Гармонія» — Баранова Лариса Павлівна, заступниця начальника КБ
- 1978 — «Расмус-волоцюга»
- 1978 — «Живіть в радості» — секретар Куманькова
- 1980 — «По сірники» — дружина Гювярінен
- 1982 — «Спортлото-82» — Клавдія Антонівна, тітка Костянтина
- 1982 — «Сльози крапали» — Зінаїда Галкіна
- 1984 — «Любочка» — Емма Матвіївна
- 1984 — «Невідомий солдат»
- 1985 — «Дайте нам чоловіків!» — директор школи
- 1985 — «Небезпечно для життя!» — Зінаїда Петрівна, колега Молодцова
- 1987 — «Колір кориди» — мати Льохи
- 1988 — «Це було минулого літа» — лікар-фоніатр
- 1988 — «Француз» — Дар'я Сергіївна, вчителька
- 1990 — «Приватний детектив, або Операція «Кооперація»» — Ганна Петрівна
- 1990 — «Яри» — Віра Олексіївна Догановська, Огонь-Догановська
- 1992 — «На Дерибасівській гарна погода, або На Брайтон-Біч знову йдуть дощі» — одна із перехожих у Нью-Йорку, які показують дорогу Федору Соколову
- 1993 — «Настя»
- 1995 — «Орел і решка» — пацієнтка, сусідка Олени по палаті
- 2002 — «Каменська-2»
- 2003 — «Залізничний романс» — мати Віри
- 2005 — «Зірка епохи» — Євдокія Дмитрівна Турчанінова
- 2007 — «Фото моєї дівчини» — тьотя Таня, дружина дядька Сашка
- 2009 — «Фонограма пристрасті»
- 2013 — «Легенда №17»
- 2016 — «Екіпаж»
- 2020 — «Утриманки-2» — сусідка Даші